# Riksförbundet Unga Musikanter

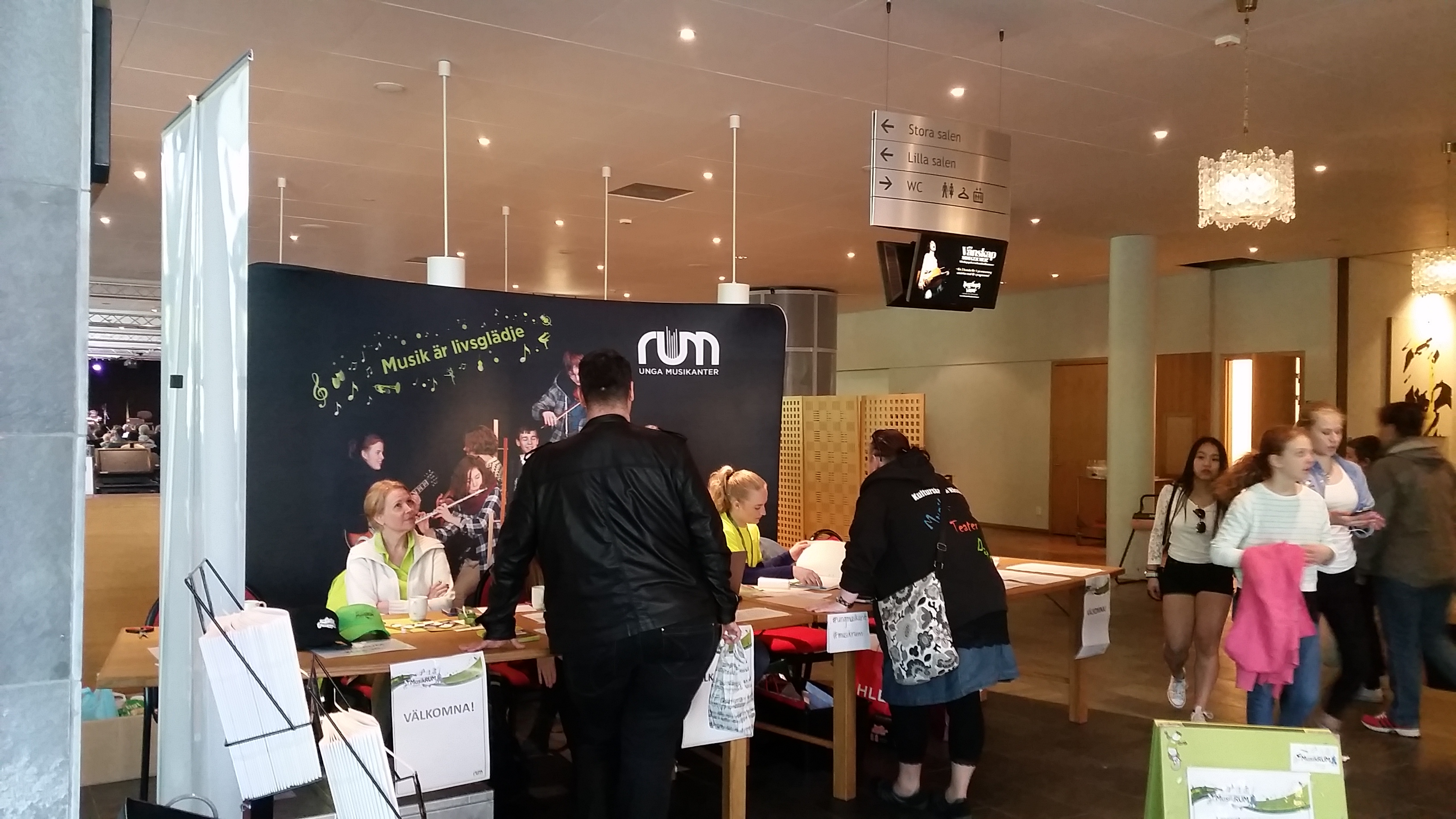
Informationsdisken på MusikRUM 2015

RUM - Riksförbundet Unga Musikanter är en ideell rikstäckande organisation för alla barn och unga som på något sätt är engagerade i kultur så som sång, dans, teater m.m. Många av RUM:s medlemmar finns på de svenska musik- och kulturskolorna. Organisationen har omkring 30 000 medlemmar. Förbundet omsätter runt 12 miljoner kronor som går till de lokala föreningarna, kurser och evenemang. RUM får statsbidrag tilldelat sig av MUCF.
RUM bildades 1973 som en ungdomssektion till Riksförbundet Sveriges amatörorkestrar, RSAO. 18 november 1978 beslutades att RUM skulle bli en fristående ungdomsorganisation. 1980 beslutade Riksdagen att godkänna RUM som en statsbidragsberättigad ungdomsorganisation.
Förbundet driver även RUM:s Blåslandslag (tidigare RUM:s Blåsarsymfoniker, RBS, och Nationsungdomsorkestern) och RUM:s Stråklandslag. Dessa orkestrar är RUM:s elitsatsningar för ambitiösa unga musiker. För att kvalificera sig till landslagen genomförs årliga provspelningar. De som antagits till landslagen får delta i landslagsutbildning där instruktörerna tas från professionella orkestrar. Utbildningen avslutas med en turné genom delar av Sverige.

## Distrikt
RUM är indelat i 24 olika distrikt som omfattar 444 föreningar. Varje distrikt har sin egen styrelse och driver sina egna verksamheter. Distriktens ekonomi är separat från förbundet och består till stor del av landstingsbidrag. Bidragens storlek skiljer sig från landsting till landsting och varierar beroende på exempelvis medlemsantal.

## MusikRUM

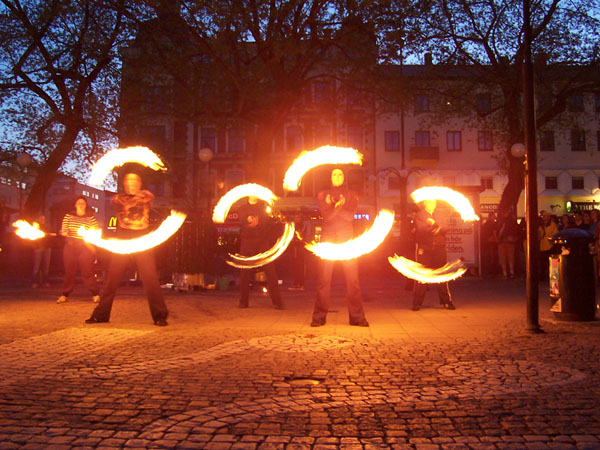
Drillarnas eldshow på RUM-festivalen 2005

RUM anordnar varje år en egen festival för barn och unga; MusikRUM. Sedan 2009 hålls festivalen varje år i Västerås, men har tidigare även hållits i bland andra Linköping, Örebro och Östersund. Under tre dagar samlas föreningar, ensembler, orkestrar och klasser från hela Sverige samlas under tre dagar för att tävla mot varandra, inspireras i workshops och samspela med kända artister och orkestrar, såsom Alexander Rybak och Marinens Musikkår på festivalen 2014. 2015 gästas MusikRUM av bland andra Sanna Nielsen, Jojje Wadenius, Arméns Musikkår och Västerås Sinfonietta.